# Strage di Damour

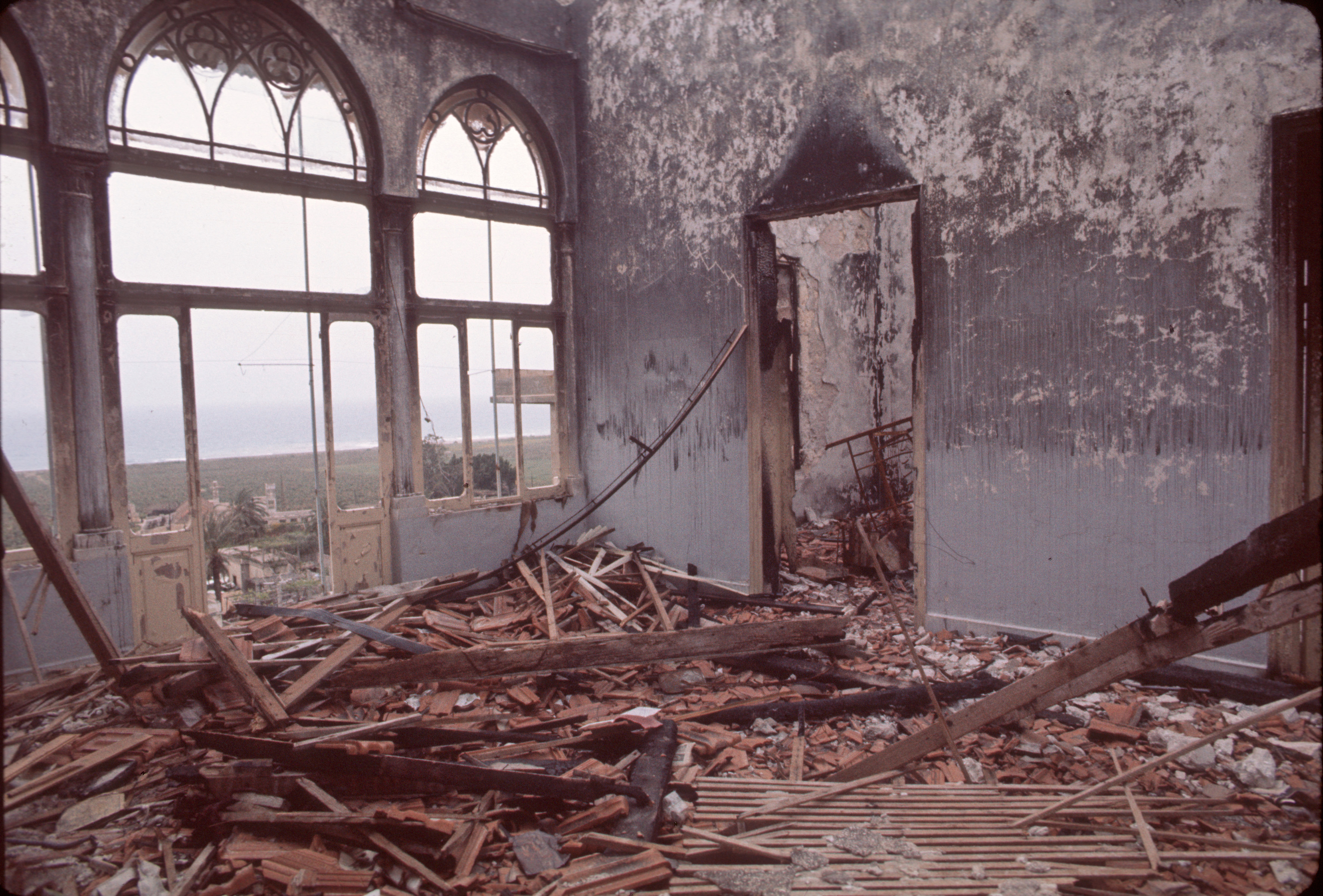
Una casa distrutta a Damour nell'aprile 1974, foto di Jean-Jacques Kurz (Archivio del Comitato internazionale della Croce Rossa)

La strage di Damour, avvenuta il 20 gennaio 1976, nel contesto della guerra civile libanese, fu un massacro effettuato nella città a maggioranza cristiana di Damour, da parte di elementi affiliati al Movimento Nazionale Libanese e sostenuti dall'Organizzazione per la Liberazione della Palestina.
Il massacro si configurò come ritorsione a seguito del massacro di Karantina perpetrato dalle Falangi Libanesi. La città, roccaforte del Partito Nazionale Liberale, fu evacuata e la locale comunità cristiana si rifugiò via mare a Beirut. Il massacro causò centinaia di vittime civili.
Sulle ripercussioni della strage è basato il film del 2017 L'insulto, diretto da Ziad Doueiri e candidato agli Oscar come miglior pellicola straniera.